# Hrabstwo Shelby (Indiana)
Hrabstwo Shelby (ang. Shelby County) – hrabstwo w stanie Indiana w Stanach Zjednoczonych.

## Geografia
Według spisu z 2010 roku obszar całkowity hrabstwa obejmuje powierzchnię 412,76 mili2 (1069,04 km²), z czego 411,15 mili2 (1064,87 km²) stanowią lądy, a 1,61 mili2 (4,17 km²) stanowią wody. Według szacunków United States Census Bureau w roku 2012 miało 44 471 mieszkańców. Jego siedzibą administracyjną jest Shelbyville.

### Miasta
- Fairland
- Morristown
- St. Paul
- Shelbyville
- Waldron (CDP)